# مخابرات ازطریق خط‌نیرو
مخابرات از طریق خط‌نیرو (به انگلیسی: Power Line Communication) حمل داده بر روی یک سیمی است که به‌طور همزمان برای انتقال برق AC یا توزیع برق به مصرف‌کنندگان استفاده می‌شود. خطی که این کار را انجام می‌دهد به عنوان حامل خط‌نیرو شناخته می‌شود. این فناوری کابردهای بسیاری در زمینه‌های گوناگون، از اتوماسیون خانگی گرفته تا اینترنت و شبکه‌های توزیع برق، دارد.

## مبانی
سیستم‌های ارتباط از طریق خط‌قدرت با تأثیر یک سیگنال حامل مدوله شده بر روی شبکه سیم‌کشی برق کار می‌کنند که از باندهای فرکانسی مختلف با توجه به ویژگی‌های شبکه سیم کشی قدرت استفاده می‌گردد. از آنجا که سیستم توزیع قدرت در اصل برای انتقال قدرت AC در فرکانس‌های معمولی ۵۰ یا ۶۰ هرتز در نظر گرفته شده است دارای توانایی محدودتری نسبت به حمل فرکانس‌های بالاتر است.

## مقدمه
دید جریان الکتریکی از:
- تولیدات دستگاه به شکل ارسال
- شبکه ارسال به شبکه توزیع
- شبکه توزیع به داخل خانه (هرجای قابل اجرا) و در خاتمه
- مطابق قضیه اثبات شده سیم کشی خانگی به بارهای فردی.

ارتباطات خط نیرو می‌توانند برای نیروی زیر ساخت سیمی موجود برای حمل اطلاعات به خوبی استفاده شود. بیشترین تکنولوژی‌های PLC آن‌ها را به یک شبکه سیمی مخصوص محدود می‌کند، اگرچه بعضی سیستم‌ها توانایی شبکه‌های سیمی چندین ظرفیته (هر دوی شبکه توزیع و قضیه سیم کشی) را دارند.
هر تکنولوژی کاربردهایی دارند که می‌توانند در داخل صنعت بکار رود.
تکنولوژی‌هایی که از فرکانس‌های بالا استفاده می‌کنند توانایی حمل مقدار زیاد اطلاعات در سرعت بالا در مسافت‌های کوتاه گرایش دارد. این تکنولوژی معمولاً هنگام مواجهه سیگنال یک ترانسفورماتور مسدود شده است. این فناوری معمولاً می‌تواند در BPL ۵ ۸ ۱۰ بکار انداخته شود. یک استفاده خوب برای این چنین تکنولوژی برای حرکت مقدارهای زیاد اطلاعات در داخل یک فرضیه معین است.
تکنولوژی‌هایی که فرکانس‌های متوسط استفاده می‌کنند معمولاً می‌توانند به‌طور نسبی در مسافت‌های دور حرکت کنند و معمولاً هنگام برخورد سیگنال یک ترانسفورماتور مسدود شده هستند. این تکنولوژی معمولاً روی رنج BPL ۳ ۱۰۸ اداره می‌شوند. استفاده مهم این چنین تکنولوژی برای حمل سیگنال‌های کنترلی در سرتاسر خط انتقال از یک شعبه است.
تکنولوژی‌هایی که از فرکانس‌های پایین استفاده می‌کنند به توانایی برای گفتگوی مسافت‌های خیلی زیاد گرایش دارد مثل طول کامل سوخت‌رسان از میان ترانسفورماتورها و بانک‌های خازن و بدون اجزای گذرگاه یا تکرارکننده، گرچه آن‌ها اطلاعات کمتری را حمل می‌کنند.
عظمت اجرای رنج‌های سیستم‌های مختلف بین ۱۰ تا ۰۰۱/۰ BPL است. نسبت به یک سیستم سرعت بالای موجود این تکنولوژی‌ها جهت بکار گرفتن معماری‌های متوازی عظیم که اهداف مشابه در یک مسیر مختلف صورت می‌گیرد گرایش دارد.

## مخابرات فرکانس بالا (≥ ۱ مگاهرتز)
ارتباطات فرکانسی بالا ممکن است بخش بزرگی از طیف رادیویی برای ارتباطات را استفاده کنند یا ممکن است باند باریک برگزیده، مربوط به تکنولوژی را استفاده کنند.

### شبکه خانگی (پهنای باند)
تکنولوژی ارتباطات خط نیرو می‌تواند برای محیط شبکه کامپیوترهای خانگی یا محیط‌های مشتری شبکه دیگر استفاده شود اگرچه در معرفی برای این نوع کاربرد هیچ استاندارد جهانی وجود ندارد.
استانداردهای شبکه خانگی خط نیرو توسط یکی از شرکت‌های مختلف در داخل قالب «اتفاق خط نیروی دو شاخه خانگی» و «انجمن خط نیروی جهانی» توسعه یافته است.

### دسترسی اینترنت (پهنای‌باند خطوط نیروی BPL)
پهنای باند خطوط نیرو درخط اینترنت – قدرت یا باند نیرو شناخته شده‌اند، استفاده تکنولوژی PLC برای فراهم کردن پهنای باند دسترسی اینترنتی به‌واسطه خطوط نیروی معمولی می‌باشد. یک کامپیوتر (یا هر وسیله دیگری) فقط به بستن مودم BPL درون هر روزنه در یک ساختمان مجهز به داشتن دسترسی اینترنتی سرعت بالا احتیاج خواهد داشت.
BPL در اولین نظر به عرضه سودهای وابسته به کابل منظم یا اتصالات DSL مناسب است:
زیر ساخت وسیع قبلاً موجود ظاهر شده به اجازه دادن به مردم در مکان‌های جزئی به داشتن دسترسی به اینترنت همراه با سرمایه‌گذاری تجهیزات کوچک نسبی با منفعت.
همچنین این چنین دسترسی موجود آن را بسیار راحت‌تر برای الکترونیک‌های دیگر مثل تلویزیون یا سیستم‌های صوتی برای ارتباط درست می‌کند. اگر چه ناپایداری‌ها در مشخصه‌های فیزیکی شبکه الکتریکی و فقدان رایج استانداردهای IEEE به این معنی که تهیه سرویس که دور از استاندارد است، پردازش‌های قابل تکرار و مقدار پهنای باند یک سیستم BPL که می‌تواند باعث قیاس کابل و بی‌سیم است در سؤال می‌باشد.
بعضی منتقدان صنعتی اعتقاد دارند انتظار از BPL سبب DSL و اپراتورهای کابل به خدمت کردن هرچه سریعتر ارتباطات روستایی خواهد شد.
در تکرارکننده واقع شده در اتاق اندازه‌گیری، سرعت بالا است ومی‌تواند تا ۲۵۶ مودم PLC را اتصال دهد. در ولتاژ متوسط، سرعت از پایانه‌های اصلی به اینترنت بالای می‌باشد.
برای اتصال به اینترنت، منافع می‌توانند از استحکام فیبر چشمی یا اتصال بی‌سیم استفاده کنند. این سیستم انواع پیچیده‌ای دارد. نوع ابتدایی آن خطوط نیرویی بوده‌اند که ذاتاً یک محیط نویزی هستند. هر بار یک وسیله روشن یا خاموش می‌شود یک ضربه ناگهانی یا صدایی در خط ایجاد می‌کند.
سیستم می‌بایست برای توزیع همراه با قطع سیگنالینگ طبیعی و کار کردن پیرامون آن‌ها طراحی شده باشد.
پهنای باند خطوط نیرو در اروپا نسبت به عوارض ایالات متحده سریعتر با یک تفاوت تاریخی در فلسفه طراحی سیستم نیرو توسعه یافته است.
تقریباً تمام رشته‌های نیروی وسیع، نیرو را در ولتاژ بالا به منظور کاهش تلف‌های ارسال انتقال می‌دهند سپس نزدیک مشتری ترانسفورماتور پایین درجه برای کاهش ولتاژ استفاده می‌شود.
از این رو سیگنال‌های BPL نمی‌توانند از میان فرکانس بالا، حامی شود تکرارکننده‌ها باید به ترانسفورماتور بسته شده باشد. در US برای ترانسفورماتور کوچک آویخته از پل سودمند به خدمت یک خانه سیگنال یا یکی از خانه‌های کوچک رایج است. در اروپا بیشتر بعضی ترانسفورماتور بزرگ برای سرویس ۱۰ تا ۱۰۰ خانه رایج است. برای تحویل نیرو به مشتری‌ها، اختلاف در طراحی باعث اختلاف کوچک با توزیع نیرو می‌شود ولی این به این معنی است تحویل دادن BPL سرتاسر رشته نیروی US نوعی می‌باشد.
شهر یک دسته از تکرارکننده‌های بیشتر نیاز خواهد داشت اگرچه چون پهنای باند به ترانسفورماتور محدود است می‌تواند سرعت را در هر خانواده که می‌تواند متصل شوند به اشتراک مردم کمتری در همان خط افزایش دهد.
یک انتخاب ممکن استفاده از BPL برای ارتباطات بی‌سیم است مثل آویختن نقطه دسترسی WiFi یا ایستگاه پایانه تلفن سلولی روی پل‌های سودمند؛ مثلاً اجازه به استفاده‌کننده‌های پایانی درون یک رنج مطمئن به وصل شدن همراه با تجهیزات که قبلاً داشته‌اند.
در آینده نزدیک BPL ممکن است برای شبکه‌های WiMAX استفاده شود.
موضوع بزرگ دوم دوام سیگنال و فرکانس عامل می‌باشد. سیستم برای استفاده فرکانس‌ها در رنج ۱۰ تا MHZ۳۰ است که در دهه‌ها برای اپراتورهای رادیویی غیرحرفه‌ای، به خوبی گوینده‌های رادیویی جهانی استفاده شده‌اند و تنوع سیستم‌های مخابراتی (نظامی، هوانوردی و…) خط‌های نیرو هستند. مانند (موج گیر رادیو) برای سیگنال‌هایی که حمل می‌کنند و دارای پتانسیل برای زدودن کامل بلااستفاده رنج ۱۰ تا MHZ۳۰ برای اهداف ارتباطات رادیویی هستند عمل خواهند کرد.
سیستم‌های BPL مدرن از مدل‌سازی oFDM استفاده می‌کند که به ایجاد مداخله در خدمات رادیویی بوسیلهٔ حذف بسامدهای خاص استفاده شده اجازه می‌دهد. یک مطالعهٔ مشارکتی ۲۰۰۱ به‌وسیلهٔ ARRL و مجوز خط برق Home plug نشان داد که مودم‌هایی که از این تکنیک استفاده می‌کند در کل این است که با جداسازی میانجی آنتن از ساختار مشمول در سیگنال Home plug است که آن مداخله مفهومی و قابل استنباط بود و مداخله فقط زمانی اتفاق افتاد که آنتن به‌طور فیزیکی نزدیک خطوط برق بوده انتشارات سرعت بالاتر با استفاده از بسامدهای امواج میکرو از طریق یک موج سطحی جدیداً کشف شده مکانیم به نام E- Live منتشر شده و با استفاده از فقط یک رسانای خط برق منفرد نمایان
شده‌اند این سیستم‌ها پتانسیمی را برای ستمریک و ارتباط دوتایی کامل در دستیابی ۱Gbitls در هر جهت نشان داده‌اند. کانال‌های WiFi چند گانه با همزمانی آنالوگ تلویزیون در باندهای نامجاز ۵/۳، ۲/۴ عملکردی از طریق یک خط ولتاژ متوسط منفرد نشان داده شده‌اند. در ضمن، به دلیل اینکه قادر به عملکرد در هر جا در ۱۰۰ هرتز می‌باشد این تکنولوژی به‌طور کامل قادر به ممانعت مداخله موضوعات مربوط به اسپکترام تقسیم شدهٔ مصرف است در حالیکه انعطاف‌پذیری مدل‌سازی بیشتری را ارائه می‌کند و پروتکل‌ها برای هر نوع دیگر از سیستم ریز موج یافت می‌شوند.

## فرکانس متوسط (کیلوهرتز)

### (باند باریک) کنترل خانگی
تکنولوژی ارتباطات خط برق در مصارف خانگی به عنوان مدیوم انتقال قابل استفاده است INSTEON و X۱۰ دو تا از مشهورترین‌ها هستند، استانداردهای بالفعل از ارتباطات خط برق برای کنترل خانگی استفاده می‌کند. این تکنیکی است که در اتوماسیون خانه برای کنترل دور دست نور و کاربردهای بدون نصب سیم کشی کنترل اضافی استفاده می‌شود. نوعاً قطعات ارتباط خط برق کنترل خانه بوسیله مدل‌سازی در موج حامل میان ۲۰ تا ۲۰۰ هرتز به دیدن سیم کشی خانه در انتقال دهنده عمل می‌کند. حامل توسط سیگنال‌های دیجیتالی مدل‌سازی می‌شود. هر گیرنده در سیستم آدرس دارد و می‌تواند به‌طور انفرادی توسط سیگنال‌های ارسالی سیم کشی خانه پیام بگیرد و در گیرنده رمز گشایی شود. قطعات به درون مجاری خروج برق منظم یا مجاری به‌طور موقت سیم کشی شدهٔ دیگر در مکان اتصال یابند. وقتی سیگنال حامل به خانه‌های مجاور در سیستم توزیع یکسان انتشار یافت، این طرح‌های کنترلی دارای آدرس خانه‌ای می‌باشند که مالک را معین می‌کند.

### ارتباط خط برق با باند باریک
این ارتباط خیلی زود پس از آغاز عرضهٔ برق الکتریکی وسیع آغاز شد. حدود سال ۱۹۹۲ اولین سیستم‌های بسامد حامل شروع به کار در خطوط با تنش بالا در گسترهٔ بسامد ۱۵ تا ۵۰۰ هرتز برای اهداف دورسنجی کردند و این امر تا حال ادامه دارد. محصولات مصرفی مانند هشدار دهنده‌های بچه حداقل از ۱۹۴۰ موجودند.
در دههٔ ۱۹۳۰، سیگنال‌رسانی حامل موج در سیستمهای توزیع با ولتاژ کم و متوسط معرفی شدند. طی سالیان تحقیقاتی در راستای تکنولوژی دو جهتی کم هزینهٔ مناسب برای کاربردهایی مانند خواندن متر دور دست انجام شده است. برای مثال، شرکت برق الکتریکی توکیو آزمایش‌های را در ۱۹۷۰ انجام داد که عملکرد دو جهتی موفقی را با صدها واحد گزارشی نمود. از اواسط دههٔ ۸۰ تمایل وسیعی به استفاده پتانسیل تکنیک‌های ارتباطات دیجیتالی و پردازش سیگنال دیجیتالی بروز کرد. درایو برای تولید یک سیستم مطمئن بود که برای نصب به‌طور وسیع به اندازه کافی ارزان باشد و قادر به رقابت با راه حل‌های بی‌سیم از نظر قیمت باشد. کانال ارتباطات خط برق باند باریک چالش‌های فنی بسیاری را پدیدار می‌کند. مدل کانسل یاحناتی و پژوهش کاری در ارجاع به شماره ۵ یافت می‌شوند.
کاربردهای ارتباطات اصلی متغیرند. در کاربرد طبیعی اش کنترل و اندازه‌گیری متراژ تجهیزات الکتریکی مانند مترها، سوئیچ‌ها، گرم‌کننده‌ها و کاربردهای خانگی است. تعدادی از توسعه‌های فعال وجود دارند که چنین کاربردهایی را از دیدگاه سیستم‌ها مانند " مدیریت تقاضاً در نظر دارند. در این زمینه کاربردهای خانگی کاربرد منابعشان را مشارکت می‌دهند مانند محدودسازی بارهای زیاد کاربردهای مترسنجی و کنترل شامل کاربردهای جهت مصرف شامل تجهیزات متعلق به مصرف و کاربردهای سوی مشتری شامل تجهیزات فرضیه مقدم مشتری است. کاربردهای جهت مصرف شامل خواندن متراژ اتوماتیک، کنترل ترافیک دینامیک، مدیریت بار، ثبت پروفایل بار، کنترل اعتبار، پیش پرداخت، اتصال دور دست، تشخیص تقلب، مدیریت شبکه است و می‌تواند به شمول گاز و آب بسط یابد.
پروژه EDF، فرانسه، شامل مدیریت تقاضا، کنترل نور خیابان، اندازه‌گیری متراژ دور دست و صدور صورتحساب، بهینه‌سازی تعرفهٔ خاص مشتری، مدیریت قرارداد، برآیند هزینه و کاربردهای ایمنی گاز است.
در انگلستان و اروپا سیستم مانیتور صوتی TV (تلویزیون) از ارتباطات خط برق به عنوان یک مسیر اطلاعات قاره‌ای میان قطعاتی استفاده می‌شود که مانیتور تلویزیون فعالیت را در اتاق‌های متفاوت در یک خانه می‌بیند و متمرکزکنندهٔ اطلاعات که به مودم تلویزیون متصل می‌شود.

### کاربردهای رادیویی انتقال
بعضی اوقات PCL در گذشته و حال برای انتقال برنامه‌های رادیویی در خطوط برق استفاده می‌شود. وقتی در باند رادیوی AM عمل می‌کند سیستم جریان حامل نامیده می‌شود. چنین قطعاتی در آسمان استفاده می‌شوند که Drahtfunk نام داشتند و در سوئد Telefonrundspruch نامیده شده در خطوط تلفنی استفاده شدند در USSR و PCL برای پخش از رادیو بسیار رایج بودند زیرا شنوندگان PCL قادر به دریافت انتشارات خارجی نبودند. در نروژ انتشار سیستم‌های PCL از خطوط برق بعضی اوقات برای عرضهٔ رادیویی استفاده شدند. این امکانات Linjesender نام داشتند. در تمام شرایط برنامه رادیویی توسط ترانسفورماتورهای خاص به درون خطوط تغذیه شدند. به منظور ممانعت از انتشار کنترل نشده، فیلترهایی برای بسامدهای حامل سیستم‌های PLC در ایستگاه‌های فرعی و در شعبات خط نصب شدند.
مثالی از برنامه‌های اجرا شده بوسیله «انتشار سیمی» در سوئد:
- ۱۷۵ هرتز رادیویی سوئیسی بین‌المللی
- ۲۰۸ هرتز RSRI (فرانسوی)
- ۲۴۱ هرتز «موسیقی کلاسیک»
- ۲۷۴ هرتز RSTl (ایتالیایی)
- ۳۰۷ هرتز DRSl(آلمانی)
- ۳۴۰ هرتز «موسیقی آسان»

## کاربردهای مصرفی
شرکت‌های مصرفی از خازن‌های زوج خاص برای اتصال انتقال دهنده‌های رادیویی بسامد متوسط به رساناهای AC بسامد برق استفاده می‌کنند. بسامدهای استفاده شده در گسترهٔ ۲۴ تا ۵۰۰ هرتز هستند و با سطوح برق انتقال دهنده بیش از صدها وات. این سیگنال‌ها در یک هادی، دو هادی یا در تمام سه هادی ولتاژ بالای خط انتقال AC هستند. کانال‌های PLC متفاوتی بر روی خط HV زوج می‌شوند. قطعات فیلتر محتره در ایستگاه‌های فرعی برای ممانعت از جریان بسامد حامل از گذر در میان ایستگاه و تضمین اشتباهات که بر بخش‌های ایزوله شدهٔ سیستم PLC اثر می‌گذارند ارائه می‌شوند. این مدارها برای کنترل سوئیچینگ و برای حمایت خطوط انتقالی استفاده می‌شوند. برای مثال، حمایت و پشتیبانی می‌تواند از کانال PLC برای گردش در خط استفاده کند اگر اشتباهی میان دو ترمینالش مشاهده می‌شود، اما برای ترک خط در عمل اگر خطا در جای دیگری از سیستم باشد.

## بسامد پایین

### مزایا
بسامد پایین (هرتز) مصرف چنین سیستم‌ها مورد دلخواه در مصارف بسیاری بوده‌اند زیرا به آن‌ها اجازه می‌دهد تا مقادیر زیادی از اطلاعات را در زیر ساخت و حرکت دهند که کنترل می‌شوند.
تکنولوژی‌های بسیاری قادر به اجرای کاربردهای چندگانه هستند. برای مثال، سیستم ارتباطی اساساً برای خواندن متراژ اتوماتیک تهیه شدند و می‌توانند گاهی نیز برای کنترل بار یا برای کاربردهای پاسخ تقاضا استفاده شوند.

### خواندن متراژ اتوماتیک
PLC یکی از فناوری‌هایی است که در صنعت خواندن متراژ اتوماتیک استفاده می‌شود. هر دوی سیستم‌های تک مسیره دو مسیره به‌طور موفقیت‌آمیز طی دهه‌ها استفاده شده‌اند. تمایل در این کاربرد در تاریخ اخیر افزایش یافته شده است اما به دلیل تمایل در اتوماتیک کردن پروسه دستی این ریشه خیلی نبوده است، اما به این دلیل که تمایلی در حصول اطلاعات تازه از تمام نقاط اندازه‌گیری شده به منظور کنترل بهتر و عملکرد بهتر در سیستم است.
- در یک سیستم تک مسیره خواندن‌های bubble up از قطعات انتهایی (یعنی مترها) از طریق زیر ساختار ارتباطی به یک ایستگاه اصلی است که خواندن‌های انتشار می‌دهد. یک سیستم تک مسیره هزینهٔ کمتری نسبت به سیستم دو مسیره دارد بلکه برای شکل بندی مجدد مشکل است و باید محیط اجرای تغییر کند.
- در سیستم دو مسیره پیام‌ها قابل انتشار به بیرون از ایستگاه اصلی به قطعات انتهایی هستند و مجاز به شکل بندی مجدد شبکه یا حصول

خواندن‌ها یا رساندن پیام‌ها هستند. قطعه در انتهای شبکه با یک پیام که ارزش دلخواه را حمل می‌کند پاسخ می‌دهند.

### کنترل بار
پیام‌های خارج از محدوده در یک ایستگاه فرعی مصرف تزریق شده و به تمام نقاط منتشر خواهند شد. این نوع از انتشار به سیستم ارتباط اجازه می‌دهد تا به‌طور هم‌زمان به هزاران قطعه برسند- تمام آن‌ها دارای برق هستند و قبلاً به عنوان کاندیداهایی برای بار تعیین شدند.

## تکنولوژی
```
تکنولوژی
 از طراحی‌ها براساس تعدادی از ردیاب‌های سیلیکونی غیررقابتی متفاوت موجود است.
```

### بسامد بالا
```
شامل سیلیکون INT ۶۰۰۰ انیتلون می‌باشند که مشخصات فنی Home plug AV را برآورده می‌سازد یا سری‌های سیلیکون DSS DSS9XXX که استانداردهای انجمن برق جهانی برآورده می‌شوند و دیگر راه حل‌ها از پاناسونیک و سی کانکت. بعضی راه حل‌ها براساس مدل‌سازی OFDM با ۱۵۳۶ حامل و روش دستیابی کانال FDD یا TDD است. سیلیکون DS۲ میان ۱ و ۳۴ هرتز عمل می‌کنند. و گسترهٔ دینامیک بالایی (Db۹۰) را ارائه کرده و پیشنهادکنندهٔ تقسیم بسامد و قابلیت‌های تکرار تقسیم زمانی است.
```

این ویژگی‌ها به پیاده‌سازی کیفیت خدمات (Qos) و طبقهٔ سرویس (Cos) اجازه می‌دهد. تکنولوژی‌ها تحویل دهندهٔ سرعت‌های بیش از ۲۰۰ Mbit/s در لایه فیزیکی و Mbit/s ۱۳۰ در لایه کاربردی هستند که گرچه نرخ‌های قطعی گذر توسط رقیق‌سازی و سطح صدا تنزل می‌یابند.

### بسامد متوسط
تکنولوژی ارتباط از طریق یک خط انتقال به‌طور وسیعی توسط سیستم‌های IEEE std ۶۴۳ ساخته شده برای این استاندارد، استاندارد شده‌اند از موج یاب‌های تجاری موجودند.

### بسامد پایین
سیستم‌های مابقی از موج یاب‌های تجاری موجودند. همانند تجارت بازرگانی، ورود به دورن توافقات مجوز با OEM ممکن است.

## استانداردها
استانداردهای رقابتی مختلف شامل مجوز خط برق Home plug، انجمن خط برق جهانی، IEEE, ETSI هستند. این نامشهود است که استاندارد استخراج خواهد شد. X۱۰ یک استاندارد بالفعل است که همچنین توسط سیستم برق Radio Shack's Plug'n است.

### CEPCA
مجوز ارتباطات خط برق الکترونیکی مشتری (CEPCA) (سونی، میتسوبیشی و پاناسونیک) استانداردی را برای تشخیص هم‌زیستی میان فناوری‌های متنوع خط برق موجود امروزی ایجاد می‌کند.

### ETSI PLT
بخش زیر را ETSL PLT home page است.
پروژهٔ پیشرفت دهندهٔ استانداردهای لازم و مشخصات لازم برای پوشش دهی دید صدا و سرویس‌های اطلاعاتی در انتقال برق اصلی و شبکهٔ توزیع و / یا در سیم کشی الکتریکی در ساختمان خواهند بود.
استانداردها در جزئیات کافی برای قابلیت اجرایی درونی میان تجهیزات از تولیدکننده‌های متفاوت و هم‌زیستی سیستم‌های خط برق چند گانه در محیط یکسان ایجاد خواهند شد. استانداردهای هارمونی شده برای اجازه پیش مصرف انطباق با دستور دهنده‌های EUIEC مربوط هستند.

## مجوز خط برق Home plug
یک گروه تجاری شامل بیش از ۲۵ شرکت عضو است. در مارس ۲۰۰۰ توسط شرکت‌های فناوری پیشرو برای ارائهٔ یک گردهمایی برای ایجاد مشخصات فنی محصولات شبکه خط برق خانگی و خدمات تأسیس شد. هیئت اعزامی مجوز برای قادرسازی و ترفیع موجودیت سریع، سازگاری و پیاده‌سازی شبکه‌ها و محصولات خط برق خانگی براساس استانداردها و کم هزینه بودند است. التزام دهنده‌ها و حامیان و اعضای هیئت رئیسان اتحاد شامل: Inted, GE, Earthlink, Comcast انیتل، Linksys، موتورولا، Raido shack، سامسونگ، شارپ و سونی هستند. پیوستگی خط برق Home plug یک تعداد از استانداردها را تعریف کرده‌اند:
- Home plug ۱٫۰ – مشخصات فنی قطعات اتصال از طریق خطوط برق در خانه
- Home plug AV- طراحی شده برای انتقال VOIP, HDTV در اطراف خانه
- Home plug BPL- یک گروه کاری برای ایجاد یک مشخصات فنی برای اتصال به خانه
- Home plug CC- پیام و کنترل کم سرعت، تکنولوژی که هزینه مشمول در تکمیل‌کنندهٔ

تکنولوژی‌های ارتباطات خط برق سرعت بالاتر پیوستگی است. مشخصات قادر سازندهٔ کنترل پیشرفته و کل خانه نور، کاربردها، کنترل شرایط آب و هوایی، ایمنی و دیگر قطعات خواهند بود.

### IEEE
- IEEE ۶۴۳–۲۰۰۰۴۴ «راهنمای کاربردهای حامل خط برق» یک استاندارد برای ارتباط از طریق شبکهٔ خط انتقال است (بیش از ۶۹ KV).
- IEEE P۱۶۷۵ «استاندارد باند پهن در سخت افزار خط برق» یک گروه کاری است که بر روی نصب سخت افزار و موضوعات ایمنی کار می‌کند.
- IEEE P۱۷۷۵ «تجهیزات ارتباط خط برق- تجهیزات سازش‌پذیری الکترو مغناطیسی (EMC)- روش‌های اندازه‌گیری و تست کردن» یک گروه کاری متمرکز بر تجهیزات PLC، تجیهزات سازش‌پذیری الکترومغناطیسی و بررسی و روش‌های اندازه‌گیری است.
- IEEE P ۱۹۰۱ «استاندارد در افت برای باند پهن در شبکه‌های خط برق: کنترل دستیابی متوسط و مشخصات لایهٔ فیزیکی» یک گروه کاری است که برای تحویل باند وسیع از طریق خطوط برق عمل می‌کند. هدفش تعریف کنترل دستیابی متوسط و مشخصات فنی لایه فیزیکی تمام طبقات قطعات BPL- از اتصالات فاصلهٔ طولانی به آنهایی در فرضیات قبلی تصدیق‌کننده است. شرکت‌های بسیاری و عضوهای استاندارد در ایجاد استاندارد IEEE P۱۹۰۱ شریک بودند که شامل پیوستگی خط برق OPERA, CEPCA, UPA, Home plug و این به معنای شانس خوبی برای یک استاندارد ارتباطات خط برق منحصر به فرد شده در آینده است. اقداماتی در سال ۲۰۰۸ ابتکار می‌رود.
- گروه مطالعهٔ IEEE BPL – " استانداردسازی باند پهن در

تکنولوژی‌های برق" موجب ایجاد BPL مربوط به گروه‌های کاری PXXXX شد. و هنوز برآورندهٔ مشاهدهٔ زمان به زمان برای ایجاد گروه‌های کاری جدید در صورت نیاز است.

### Lon work
ارتباطات خط برق Lon works به‌طور جهانی استفاده می‌شود، برای مثال برای اتوماسیون خانه، نور خیابان، مدیریت انرژی و اندازه‌گیری مصرف استانداردهای مربوط در [۵] قابل یافتن هستند.

### OPERA
پیوستگی تحقیقی اروپایی PLC باز و آزاد است که یک پروژهٔ P&D با بودجه دهی از جانب کمیسیون اروپایی با هدف توسعهٔ سیستم‌های موجود است که خدمات PLC را ایجاد و سیستم‌ها را استاندارد می‌سازند.

### شبکه برق Power
یک پروژه R&D با بودجه دهی از کمیسیون اروپایی است. هدفش ایجاد و اعتبارسازی تجهیزات ارتباطات خطوط برق (CBPL) برای اتصال و کار باند پهن است که برآورندهٔ نیازهای منظم پرتو افکنی‌های الکترومغناطیسی است که تحویل دهندهٔ نرخ‌های اطلاعاتی بالاست در حالیکه با ظرفیت طیفی برق انتقال کم استفاده می‌کند و در سیگنال پایین برای نیست صدا کار می‌کند.

### انجمن خط برق جهانی (UPA)
رهبران صنعت در ارتباطات خط برق جهانی (PLC) بازارند و پوشش دهندهٔ تمام بازارهاست و هر دو دست یابی دارند و تکنولوژی PLC در خانه است برای تضمین یک زمینهٔ کار سطح برای گسترش هم‌زیستی محصولات PLC برای ذی‌نفع بودن از مشتریان جهانی است. UPA محصولات را بر اساس استاندارد خانهٔ دیجیتال UPA برای کاربردهای شبکهٔ خانه ترفیع می‌بخشد و در استاندارد Opera برای کاربردهای دستیابی خط برق BPL هستند.

## پتانسیل دخالت
گروهایی تکثیر این فناوری را مصاف می‌کنند و اغلب به سبب پتانسیل آن برای مداخله با انتقالات رادیویی است. وقتی خطوط برق نوعاً فاقد پیچ خوردگی می‌شوند، اساساً آنتن‌های بزرگ هستند. و مقادیر زیادی از انرژی رادیویی را منتشر می‌کنند. و به دلیل کمبود آن‌ها از استحفاظ، سیستم‌های BPL نیز در معرض خطر مورد مداخله واقع شده با سیگنال‌های رادیویی خارجی می‌شوند.
اخیراً، شرکت‌های ارتباطات تلفنی و برق بررسی‌های فناوری BPL را آغاز کردند و گروه‌های رادیویی را مورد اعتراض قرار دارند. پس از ادعاهای مداخله توسط این گروه‌ها، بسیاری از پیشروان خیلی زود پایان گرفته، اگرچه ARRL و دیگر گروه‌ها نیز ادعا کردند. بعضی از ارائه‌کننده‌ها هادی این پیشروان بودن حال شروع به ایفای نقش در مجاورت‌های محدود شده در سایت‌های انتخابی با سطوحی از پذیرش کاربر شده‌اند. شرایط مدرک شده‌ای از مداخله است که به FCC توسط کاربران رادیوی آماتور گزارش شدند. به دلیل این مشکلات ادامه داره اپراتورهای رادیو آماتور و دیگر زمینه‌های یک عریضه برای توجه مجدد به FCC در فوریه ۲۰۰۵ بود. استرالیا، نیوزلند و دیگر مکان‌ها نیز آلودگی طیفی BPL را تجربه کرده‌اند و توجهاتی در اعضای دولتی شان ایجاد شد. در انگلستان، BBC نتایج تعدادی از بررسی‌ها را برای تشخیص مداخله از نصب‌های BPL را منتشر کرده است. آن‌ها همچنین یک ویدیو ساختند که نشان دهندهٔ انتشار اطلاعات و مداخله از جانب قطعات BPL در خانه بود.
در جون سال ۲۰۰۷، سازمان فناوری و تحقیق ناتو NATO گزارشی را تحت عنوان مداخله MF، ابزار و رویکردها (RTO- TR- TST- ۰۵۰) ارسال کرد که نتیجه‌گیری کرد که گسترش وسیع BPL اثری مضر ممکن بر روی ارتباطات رادیویی MF نظامی و سیستم‌های COMINT دارد.
حالات جدید خط برق نیز قادر به تشخیص موجودیت خدمات رادیویی SW در موقعیت و زمان اجرا توسط بازبینی صدای زمینی در سوکت هستند که مودم به آن متصل است. بسامدهای تخصیص یافته به انتشار رادیو از ارتباط خط برق ساطع خواهد شد. چنین فناوری‌های جدید مداخلات را از مودم‌های خط برقی به انتشار رادیویی SW حذف می‌کنند.

### FCC
در ۱۴ اکتبر ۲۰۰۴ کمیسیون ارتباطات فدرالی آمریکا قوانینی را برای تسهیل گسترش دستیابی به BPL تصویب کرد- یعنی استفاده از BPL برای تحویل خدمات انتشاری به خانه‌ها و تجارت‌ها. قوانینی فنی آزاد خواهانه تر نسبت به آنهایی بودند که توسط ARRL پیشرفت کردند و دیگران کاربران طیف اما شامل دیدگاه‌ها و مقرراتی می‌باشند که نیازمند ارائه گران BPL برای بررسی و تصحیح هر مداخله‌ای باشند که آن‌ها موجباتش را فراهم می‌آورند و در ۸ اوت ۲۰۰۶، FCC ایدهٔ ممورندم «یادداشت» را تصدیق کردند و سفارش خطوط برق انتشاری را داد برای ترفیع خدمات انتشار باند وسیع به تمام آمریکایی‌ها. سفارش جهت محدودسازی و منع گسترش تا مطالعهٔ بعدی کامل شود، تماس‌های از جانب قسمت و بخش تجارت، بازرگانی، رادیوی آماتور را از کاربران طیفی رد کردند. رئیس FCC، آقای کوین مارتین گفت که " حفظ‌کننده تعهدات بزرگی به عنوان راه حل باند وسیع موجود در همه جاست که ارائه گریک متناوب مشهود برای کابل‌ها خط امضاءکنندهٔ دیجیتال، فیبر و راه حل‌های باند وسیع بی‌سیم بودند و اینکه BPL یکی از قلمروهای بالای وکالت بود.
قوانین جدید FCC نیازمند سیستم‌های BPL برای قادر بودن به بسامدهای ایجاد شکاف بر روی مداخلات پدید آمده است و بستن آن در صورت لزوم برای حل مداخله است. سیستم‌های BPL در ۱۵ بخش FCC کار می‌کند و محدودیت‌ها هنوز در ارتباطات رادیویی بی‌سیم ملاحظه می‌کنند و نیازمند حل مشکلات مداخله هستند. و پیشروان اولیه بسته شدند.

## گسترش
- فدراسیون روسیه: ارتباطات الکترونیکی به‌طور وسیعی تکنولوژی BPL / PLC را بکار برده‌اند و ارائه گرانیترنت، تلفن و خدمات تلویزیونی در مسکو، Krasnodar, Nizhny Wargorel در فدراسیون روسی است و دارای طرح‌هایی بای بسط کوشش‌های شهرهای روسی اصلی است. براساس تجهیزات DefiDer با سری ارزان است، شرکت ارائه گر(۵۰۰ RVB) IMbit /s، (۴۰۰ RVB) 512 kbit /s و بیش از (۷۵۰ RVB) 100 Mbit /s کیفیت‌های متفاوت خدمات Plug & Play برای امضاءکننده هستند. در حال حاضر شرکت دارای ۳۵ هزار امضاءکننده‌ها است و دارای یک رشد سالانه ۲۰–۱۵٪ بر طبق روزنامهٔ حالی Kommersant در ۲۱ سپتامبر ۲۰۰۷ است.
- آفریقای جنوبی: راه حل‌های تکنولوژی هدف (GTS) پیشرو تکنولوژی است و ارائهٔ‌کننده خدمات در حومه‌های Pretoria با طرح‌های بسط پوشش فضاهای دیگر است. در آغاز، شرکت بررسی را براساس تجهیزات میتسوبیشی با چیست DSZ درونی آغاز کرد و شرکت یک حداکثر Mbit /s ۹۰ اساساً فقط توازن ADSL۵۱۲ سرعت موجودند. در حال حاضر شرکت تجهیزات DefiDev و برطبق وب سایت‌هایشان، و خواستار پهنای باند بیش از Mbit /s۲۰–۵
- پرتغال در حال حاضر گسترش‌های BPL / PLC در کشور پایان یافته‌اند، برای وسایل اقتصادی است.
- استرالیا، تا زمانیا: در سپتامبر ۲۰۰۵ انرژی آئورو را پیشروی تجاری فناوری را آغاز کرد و خدمات BPL را برای ۵۰۰ خانه در حومهٔ پتهٔ Tolmans نزدیکی هابارت پیشنهاد می‌کند. و این پیرو یک پیشروی تکنولوژی موفق سال‌های بیشتر بود.
- کانادا، کوبک: تکنولوژی ارتباطات ۲۰۰۵ PLC باAnane Controlsis نصب شده درون و خارج ساختمان برای کنترل نور و قطعات انرژی دیگر ایجاد شدند. ROI به وضوح نشان می‌دهد که مقدار زیادی انرژی، بدینسان قیمت‌ها، قابل ذخیره با اضافه کردن قطعات کم هزینه است که مصرف انرژی مدیریت بهتری را ارائه می‌کند.
- آمریکا: کنسول تلکام آمریکا وب سایت رزولاسیون مداخله FCC را ایجاد کرد که ارائه گریک لیست از تمام گسترش‌های BPL در آمریکاست.
- آمریکا، ویرضیا: در اکتبر ۲۰۰۵ شهر ماناساس شروع به گسترش اولین مقیاس وسیع خدما BPL در ایالت شد که ارائه خدمات to Mbit /s برای کمتر از ۳۰$ ماهانه برای بلاکنان شهر که ۳۵۰۰۰ نفر بودند با استفاده از تکنولوژی شبکه اصلی BPL شد. در ۱۶ جون ۲۰۰۶، FCC سیستم BPL را برای حل شکایات مداخله‌ای آماتور هدایت کرد.
- آمریکا: از آپریل ۲۰۰۷، موتورولا BPL دستیابی LV خط برق را آغاز و به‌طور گزارشی برای هدف مجدد فناوری یک سیستم جدید به نام MV خط برق طرح‌ریزی می‌کند که برای استفاده در مسکن واحد چندگانه است. سیستم موتورولا فقط از خطوط برق کم ولتاژ راستای سکونتی برای انتقال برای کاهش اثر آنتن استفاده می‌شود که در نمایش بسامد برای پتانسیل کاهش یافتهٔ مداخله در Amperion و سیستم‌های LLC فناوری‌های اخیر موفق بوده است. اتحادیهٔ تقویتی رادیوی آمریکایی بوسیله موتورولا برای شرکت در این بررسی‌ها دعوت شد. نتایج اولیه با توجه به مداخله مثبت بودند زیرا سیستم موتورولا قطعاً BPL بر روی خطوط منجر به مجاورت است. حامل BPL فقط برای پایهٔ آخر سفر از حفره به خانه استفاده می‌شود و این ارسال سیگنال از طریق رادیوست. این کاهش قیمت مداخله در طول مابقی سفر و به جای محدودیت‌های مداخله برای حیطهٔ اطراف پایهٔ آخر خانه است.
- ردیاب‌های BPL مانند مشارکت Ambient شرکت Amperion، فناوری‌های در جریان LLC، ارتباطات Corinex، شرکت Inova Tech, IBEC سیستم‌های BPL را در حیطه‌های محدود استفاده کرده‌اند.
- کالیفرنیا طراحی را در ۲۷ آوریل ۲۰۰۶ دربارهٔ ارائه گران اینترنت پر سرعت برای آغاز بررسی تحویلی دستیابی آنلاین با استفاده از خطوط برق در ایالت است. Inovatech به‌طور خاص از طریق اقیانوس آرام و مناطق اقیانوسی با بسیاری از پیشروان موفق در استرالیا، چین، اندونزی، هنگ کنگ، مالزی، فیلیپین و تایوان فعال هستند. Inovatceh اخیراً تمرکز خود را بر شمول اروپا، خاورمیانه و آفریقا افزایش یافته شد که در آنجا پیشروی‌های زمینه‌ای موفق بسیاری انجام شده است و باور بر این است که عملکردهای تجاری در موقعیت‌های مختلف است. Inovatceh نیز دارای یک پیشروی دراز مدت در روسیه درک می‌شود. یکی از فعال‌ترین ارائه گرهای راه حل Inovatech ردیاب اول برای ایجاد یک پیشنهاد مشتق شده است که ارتباطات تلفنی و قابلیت‌های مدیریت انرژی درست می‌شود.
- رومانی – در ژانویه ۲۰۰۶ در موقعیت روستایی باند، Mures Caunty، یک پیشروی PLC توسط وزرات ارتباطات و فناوری اطلاعات معرفی شد که ارائه گر تلفن و دستیابی اینترنتی باند وسیع برای EV ماهانه بود. تکنولوژی به ۵۰ خانه معرفی شد. اگر موفق باشه، تکنولوژی به مناطق روستایی دیگر در رومانی بسط خواهد یافت.
- مجارستان – خدمات خط برق اولیه در مجارستان در سپتامبر ۲۰۰۳ در کنارهٔ رودخانه دربوداپست در ۲۳ Vnet ltd تشخیص داده شد. تجهیزات PLC توسط خط برق ASCOM عرضه شدند. پس از ۴ ماه خدمات برای ۱۰۰ کاربر از ۴۵۰ مالک آپارتمان محاسبه شد پهنای باند ۵/۴ Mbit /s است.
- عربستان سعودی: شبکهٔ الکترونیکی با شرکت الکتریک عربستان سعودی از ۲۰۰۵ در یک پروژه پیلوت با استفاده از خطوط برق انتشاری در کابل‌های با ولتاژ متوسط متصل به توزیع ولتاژ پایین در تفرجگاه خرید است. پروژه پیلوت نیز خواننده‌های متراژ اتوماتیک را مشتق می‌کند.
- SACMAC (مشاوران مدیریت کامپیوتر عربستان سعودی) ارتباطی را با سیستم مالی توزیع‌کنندهٔ PLC میتسوبیشی امضاء کرده‌اند. انتظار می‌رود که یک موفقیت عظیم با توجه به موجودیت خدمات باشه که آرام، گران بوده و خدمات مشتری ضعیفی دارد و در مورد خاص‌های با توجه به موجودیت و قیمت کاهش یافته است اما می‌گوید به ایفای نقش خود در خدمات در چند ماه آتی آغاز خواهد کرد و قیمت‌هایش نسبت به ارائه گرهای باند وسیع کنونی کمتر خواهد بود.
- اسپانیا: Iberdrola و Endesa شرکت‌های برق اصلی در اسپانیا، پروژه‌هایشان را برای گسترش PLC متوقف می‌سازند.
- گانا، آفریقای غربی: Cactel به‌طور موفقیت‌آمیزی یک پیلوت راه حل MV را در گروه ارتباطات گرافیک در آلرا (جون ۲۰۰۵) گسترش یافت، یک پیلوت REMS برای شرکت الکتریکی گانا (ECG) و در حال حاضر در پیلوت ۴۰ کاربر در دانشگاه گانا در لگون است. All Terra در حال حاضر با VRA برای انتقال الکتریسته در ایستگاه‌های فرعی متنوعشان کار می‌کنند. استفاده از IT به عنوان یک کاتالیزور توسعهٔ اقتصادی، All Terra در حال حاضر به حیطه‌های بی‌شمار از طریق گانا Ghana بسط می‌یابد.[۱]
- فیلیپین باند پهن را در خطوط برق ملی به خوبی گسترش می‌دهد.

### اتوموتیو
تکنولوژی خط برق در ارتباط شبکهٔ وسایل نقیلهٔ اطلاعات قادر می‌شود، صدا، موسیقی و سیگنال‌های ویدئو بوسیله اهداف دیجیتالی در جریان مستقیم (DC) خط برق باتری است. تکنیک‌های ارتباطاتی دیجیتالی پیشرفته پیشرو غلبه بر دشمنی و محیط پر صدا در یک قطعه سیلیکونی کوچک اجرا می‌شوند. یک خط برق قابل استفاده برای شبکه‌های مستقل چندگانه است. پروتوتایپ‌ها به‌طور موفقیت‌آمیزی در وسایل نقلیه اجرایی هستند با استفاده از پروتوکل رقابتی اتومبیل مانند اتومبیل CAN، اتوبوس LIN در خط برق (DC- LIN) و اتوبوس DC. کاربردهای اتومبیل شامل مچاترونیک‌ها (مثل کنترل آب و هوا، مدل در، متحرک سازی، ردیاب‌های محظور) تلماتیک‌ها و مولتی مدیاهاست.

## پی‌ال‌سی‌سی
Power line carrier communication (PLCC) بیشتر برای مخابرات راه دور، حفاظت راه دور و کنترل راه دور پست‌های برق به وسیله خطوط قدرت ولتاژ بالا همچون ۱۱۰، ۲۲۰ و ۴۰۰کیلو ولت استفاده می‌شود.
در سیستم PLCC ارتباطات برقرار شده در سرتاسر خطوط قدرت. فرکانس صوتی حمل می‌شود توسط فرکانس حامل و رنج فرکانس حامل بین ۲۴ تا ۵۰۰ کیلو هرتز می‌باشد (در خیلی از موارد این رنج ۳۰ تا ۵۰۰ کیلو هرتز بیان شده). غالباً در این سیستم مدلاسیون دامنه (AM) استفاده می‌شود. رنج فرکانس حامل اختصاص داده شده، شامل سیگنال صوتی، حفاظتی و فرکانس هدایت می‌باشد. فرکانس هدایت سیگنالی هست درون رنج صوتی که پیوسته ارسال می‌شود برای آشکارسازی خطا. سیگنال صوتی تبدیل شده و متراکم شده بین رنج ۳۰۰ تا ۴۰۰۰ هرتز و این فرکانس صوتی آمیخته شده با فرکانس حامل. فرکانس حامل مجدداً فیلتر شده، تقویت شده و منتقل می‌شود. ارتباطات در فرکانس‌های حاملHF در رنج (۰ ~ +۳۲dB) خواهد بود. این رنج تنظیم شده است برطبق فاصله میان پست‌ها.
PLCC می‌تواند استفاده شود برای اتصال به هر انشعاب خصوصی دیگری(PBX). به عنوان مثال تابلوهای برق در هندوستان شبکه داخلی PLCC میان PBXها دارند.
محتوی
- ۱ تله خط

LT
- ۲ خازن کوپلینگ CC
- ۳ واحد تطبیق خط LMU

تله خط Line trap
که به آن تله موج نیز گفته می‌شود، وسیله است که به صورت سری به خط انتقال قدرت متصل می‌شود و ضمن ممانعت از عبور امواج فرکانس حامل (۲۴ تا ۵۰۰ کیلوهرتز) به امواج فرکانس شبکه قدرت(۵۰ یا ۶۰ هرتز) اجازه عبور می‌دهد. این وسیله در واقع یک سلف در رنج میلی هانری است.
خازن کوپلینگ Coupling capacitor
برای تهیه کردن امپدانس کم مسیر برای انتقال انرژی به خطوط فشار قوی و جلوگیری مدار فرکانس قدرت با درست کردن مسیر پر امپدانس.
واحد تطبیق خط Line matching unit
طبق تعریف دستگاهی است که میان تجهیزات فشار قوی و سیستم PLCC واقع می‌شود و از قسمت‌های زیر تشکیل شده است:
- کویل نشتی
- برق‌گیر اولیه
- سوئیچ اتصال به زمین
- ترانسفورمر تطبیق امپدانس
- وسیله تنظیم
- برق‌گیر ثانویه
- ترانسفورمر تطبیق: این ترانسفورمر ضمن جداسازی اولیه و ثانویه کوپلاژ، برای تطبیق امپدانس خط فشار قوی با دستگاه PLC بکار می‌رود.

این وسیله وظایف زیر را بر عهده دارد:
- اتصال سیگنال‌های PLC به شبکه فشار قوی
- عبور ترانزیت سیگنال حامل در پست‌های میانی حدفاصل مبدأ و مقصد
- تطبیق امپدانس میان خط فشار قوی و سیستم
- تفکیک الکتریکی سیستم، از شبکه فشار قوی

### امتیازات
- کاهش در هزینه و وزن در مقایسه با سیم کشی معمولی
- انعطاف‌پذیری تعدیل
- سهولت نصب
- عملکرد در بیش از شبکه‌های برق ۱۲ تا ۴۲ ولت.